# Reformiertes Predigerseminar Elberfeld
Das Reformierte Predigerseminar Elberfeld war eine theologische Ausbildungsstätte in Elberfeld.
Es wurde am 1. Juli 1904 als „Elberfelder Kandidatenstift“ gegründet. Schon 1857 hatte die reformierte Gemeinde in Elberfeld die Gründung eines Predigerseminars gewünscht, um ihre konfessionelle Tradition innerhalb der unierten preußischen Landeskirche besser pflegen zu können. Weil die preußische Regierung gegenüber Konfessionalismus äußerst skeptisch war und die unierte Kirchenform bevorzugte, zog sich die Gründung also fast ein halbes Jahrhundert hin. Auch die Wahl des ursprünglichen Namens musste aus diesem Grund neutraler gewählt werden, und erst 1929 konnte die Umbenennung in „Reformiertes Predigerseminar“ erfolgen.
Der erste Sitz des Predigerseminars befand sich in der Blankstraße, die Zahl der Kandidaten war auf vier pro Jahr begrenzt. Mit der Neuorganisation 1929 zog die Einrichtung in das Haus Am Mäuerchen 8a um und ernannte Hermann Albert Hesse als Direktor. Inzwischen wurden Kandidaten nicht nur aus der Kirche der Altpreußischen Union ausgebildet, sondern aus reformierten Kirchen aus ganz Europa (z. B. Schottland und Ungarn). 1937 wurde das Seminar von der Gestapo geschlossen.
1951 nahm das Seminar seine Arbeit in der Mainzer Straße wieder auf. Träger waren nun die reformierten Kirchen in der EKD, die Lippische Landeskirche und die Evangelisch-reformierte Kirche, sowie die unierten Landeskirchen im Rheinland und von Westfalen, 2001 bezog es Räume in der Kirchlichen Hochschule Wuppertal. Dort ist es mit dem Predigerseminar der Evangelischen Kirche im Rheinland, das bis 2003 noch in Bad Kreuznach bestand, im Seminar für pastorale Ausbildung aufgegangen.
Akten aus der Anfangszeit des Kandidatenstifts Elberfeld befinden sich im Archiv der Lippischen Landeskirche im Bestand 05.21 Reformierter Bund unter dem Klassifikationspunkt Ausbildung: Studienanstalten.